# Avenue Van Horne

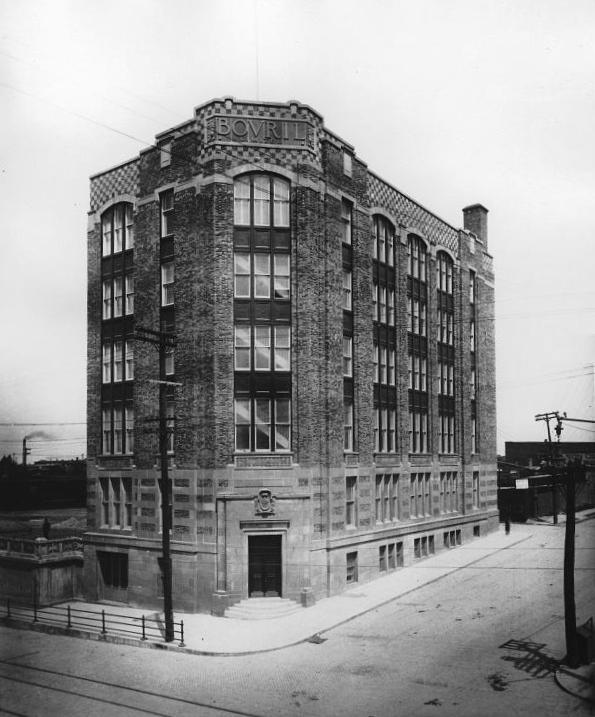
Édifice Bovril, angle de l'avenue du Parc et de Van Horne, Montréal, 1921

L'avenue Van Horne  est une voie de Montréal.

## Situation et accès
D'axe est-ouest, cette avenue, située à l'ouest du boulevard Saint-Laurent, débute à la limite ouest de l'arrondissement Côte-des-Neiges—Notre-Dame-de-Grâce, pour se poursuivre vers l'est jusqu'au Viaduc Rosemont-Van Horne (qui s'étend de Saint-Urbain à Saint-Denis). À l'est de la Saint-Denis, cette voie devient le boulevard Rosemont, tandis qu'elle est connu sous le nom de Rue Fleet (Fleet Road) sur le territoire des municipalités d'Hampstead et de Côte-Saint-Luc. Parmi les voies significatives que l'avenue croise, signalons d'est en ouest le boulevard Décarie, l'avenue Victoria (à l'intersection de laquelle se trouve une des sorties de la Station de métro Plamondon), le chemin de la Côte-des-Neiges, les avenues de Darlington et Wilderton ainsi que l'avenue du Parc
Elle traverse trois arrondissements, soit Côte-des-Neiges—Notre-Dame-de-Grâce, Outremont et le Plateau-Mont-Royal.
On y retrouve une très grande concentration de commerces indépendants.

## Origine du nom
L'avenue tient son nom de l'homme d'affaires montréalais  William Cornelius Van Horne (1843-1915), qui termina le chantier du chemin de fer Canadien Pacifique.

## Historique
Le boulevard porte son nom actuel depuis les années 1940.

## Bâtiments remarquables et lieux de mémoire
- Collège Stanislas

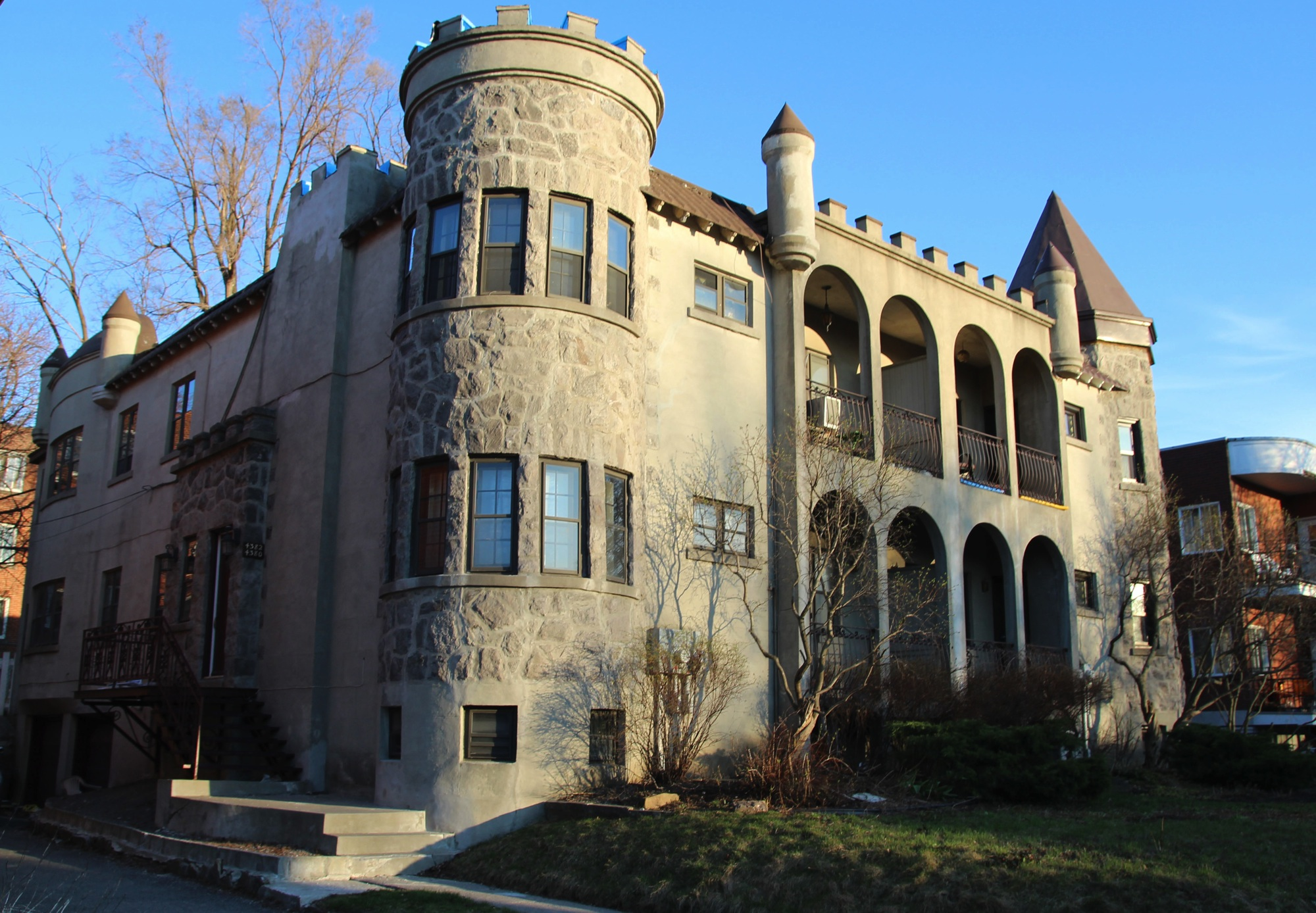
Le Château Van horne

## Source
- Ville de Montréal. Les rues de Montréal. Répertoire historique. Montréal, Méridien, 1995, p. 332-333